# Черников, Олег Леонидович
Олег Леонидович Черников (15 октября 1936, Горький — 6 февраля 2015, там же) — советский и российский шахматист, мастер спорта СССР (1963), гроссмейстер (2000), тренер, международный арбитр (2001).

## Биография
Старший инженер Горьковского порта.
Победитель чемпионатов ДСО «Водник» (1968—1970) и «Урожай» (1974 и 1981). Участник ряда чемпионатов РСФСР (лучший результат — 3—4-е места, 1971), чемпионата СССР 1967 года и Кубка СССР 1970 года.
В составе различных команд участник нескольких командных Кубков СССР (1952, 1966, 1971 и 1982). В 1971 году показал лучший результат на 2-й доске в составе ДСО «Водник».
В составе сборной СССР участник матча со сборной Венгрии 1968 года.
Лучшие результаты в международных соревнованиях: Улан-Батор (1972 и 1976) — 1-е; Варна (1984) — 1—4-е; Тршинец (1984/1985) — 3—4-е; Карвина (1985) — 3-е; Балатонберень (1986) — 4—8-е; Печ (1986) — 1—3-е; Кечкемет (1987, март) — 3-е; Дебрецен (1987, побочный турнир) — 1-е места.
Победитель чемпионата мира по шахматам среди ветеранов 2000 года. В составе сборной России 9-кратный победитель командных чемпионатов Европы среди ветеранов.
Похоронен на Федяковском кладбище Нижнего Новгорода.

## Спортивные результаты
| Год  | Город   | Соревнование        | + | − | = | Результат | Место |
| ---- | ------- | ------------------- | - | - | - | --------- | ----- |
| 1967 | Харьков | 35-й чемпионат СССР |   |   |   | 7 из 13   | 52—57 |
|      |         |                     |   |   |   |           |       |

## Семья
Отец: Леонид Александрович Черников — инженер, шахматист I разряда, в течение ряда лет председатель шахматной секции Горьковской области.
Жена: Идея Георгиевна Благонадежная (29 марта 1938 — 1 января 2018) — инженер, чемпионка России среди женщин-ветеранов (1993 г.), пятикратная чемпионка Чечено-Ингушской АССР, многократная чемпионка Нижегородской области, нижегородский тренер и организатор.
Дочь: Светлана Олеговна Черникова, нижегородская шахматистка, мастер ФИДЕ среди женщин.

## Тренерская работа
В 1985—1989 гг. был членом тренерского совета Шахматной федерации России, но основной период работы О. Л. Черникова с подрастающим поколением шахматистов пришёлся на 1990-е гг. Среди его учеников — гроссмейстер А. Е. Бабурин и несколько мастеров ФИДЕ. Также много лет работал в Шахматной федерации Нижегородской области.

## Судейская работа
Начиная с 1990-х гг., О. Л. Черников регулярно выступал в качестве арбитра крупных соревнований. Он судил шахматную олимпиаду (1998) в Элисте, международный турнир по рапиду «Кремлёвские звёзды» (1999) в Москве,  чемпионат мира ФИДЕ (2001—2002) года в Москве и другие соревнования. С 2001 года имел звание международного арбитра ФИДЕ.

## Изменения рейтинга
| Графики недоступны из-за технических проблем. См. информацию на Фабрикаторе и на mediawiki.org. |